# Лихолітки
Лихолі́тки — село в Україні, у Козелецькій селищній громаді Чернігівського району Чернігівської області. Населення становить 798 осіб. До 2016 орган місцевого самоврядування — Лихолітська сільська рада.

## Історія
12 червня 2020 року, відповідно до розпорядження Кабінету Міністрів України № 730-р «Про визначення адміністративних центрів та затвердження територій територіальних громад Чернігівської області», увійшло до складу Козелецької селищної громади.
19 липня 2020 року, в результаті адміністративно — територіальної реформи та ліквідації Козелецького району, село увійшло до складу Чернігівського району Чернігівської області.

## Політика

### Парламентські вибори, 2019
На позачергових парламентських виборах 2019 року у селі функціонувала окрема виборча дільниця № 740270, розташована у приміщенні школи.
Результати
- зареєстровано 579 виборців, явка 59,59%, найбільше голосів віддано за «Слугу народу» — 44,57%, за Всеукраїнське об'єднання «Батьківщина» — 22,29%, за «Опозиційну платформу — За життя» — 10,85%[3]. В одномандатному окрузі найбільше голосів отримав Борис Приходько (самовисування) — 34,03%, за Сергія Коровченка (самовисування) — 17,61%, за Дмитра Пахомова (Слуга народу) — 17,01%[4].

## Населення
1901—842 мешканця.[джерело?]

### Мова
Розподіл населення за рідною мовою за даними перепису 2001 року:
| Мова       | Кількість | Відсоток |
| ---------- | --------- | -------- |
| українська | 848       | 99.18 %  |
| російська  | 7         | 0.82 %   |
| Усього     | 855       | 100 %    |

## Освіта
- Лихолітська загальноосвітня школа

## Пам'ятки
- Братська могила[d] 40 (17 прізвищ відомі, 23-невідомі) радянських воїнів, які загинули при звільненні села у вересні 1943р.;
- Братська могила[d] 20 радянських воїнів, які загинули при звільненні села у вересні 1943р. і пам'ятний знак воїнам-односельчанам, які загинули в 1941-1945рр.;
- Братська могила[d] радянських воїнів, які загинули при визволенні с. Лихолітки 1943 р.;